# Centre Pompidou-Metz
El Centre Pompidou-Metz es un museo de arte moderno y contemporáneo situado en Metz, capital de Lorena, Francia. Es una sucursal del Centro Pompidou de París, y contiene exhibiciones semipermanentes y temporales de la gran colección del Musée National d'Art Moderne, la mayor colección europea de arte de los siglos XX y XXI. El museo es el mayor espacio de exposiciones temporales en Francia fuera de París con 5000 m² divididos en tres galerías, un teatro y un auditorio.
La primera pieza del edificio, diseñado por el arquitecto japonés Shigeru Ban, se puso el 7 de noviembre de 2006, y el museo fue inaugurado por el Presidente Nicolas Sarkozy el 12 de mayo de 2010. El edificio destaca por su cubierta, una de las más grandes y complejas construidas hasta la fecha, que se inspiró en un sombrero chino que Shigeru Ban encontró en París.
Desde su inauguración, se ha convertido en unas de las instituciones culturales más visitadas de Francia fuera de París.

## Arquitectura y diseño urbano

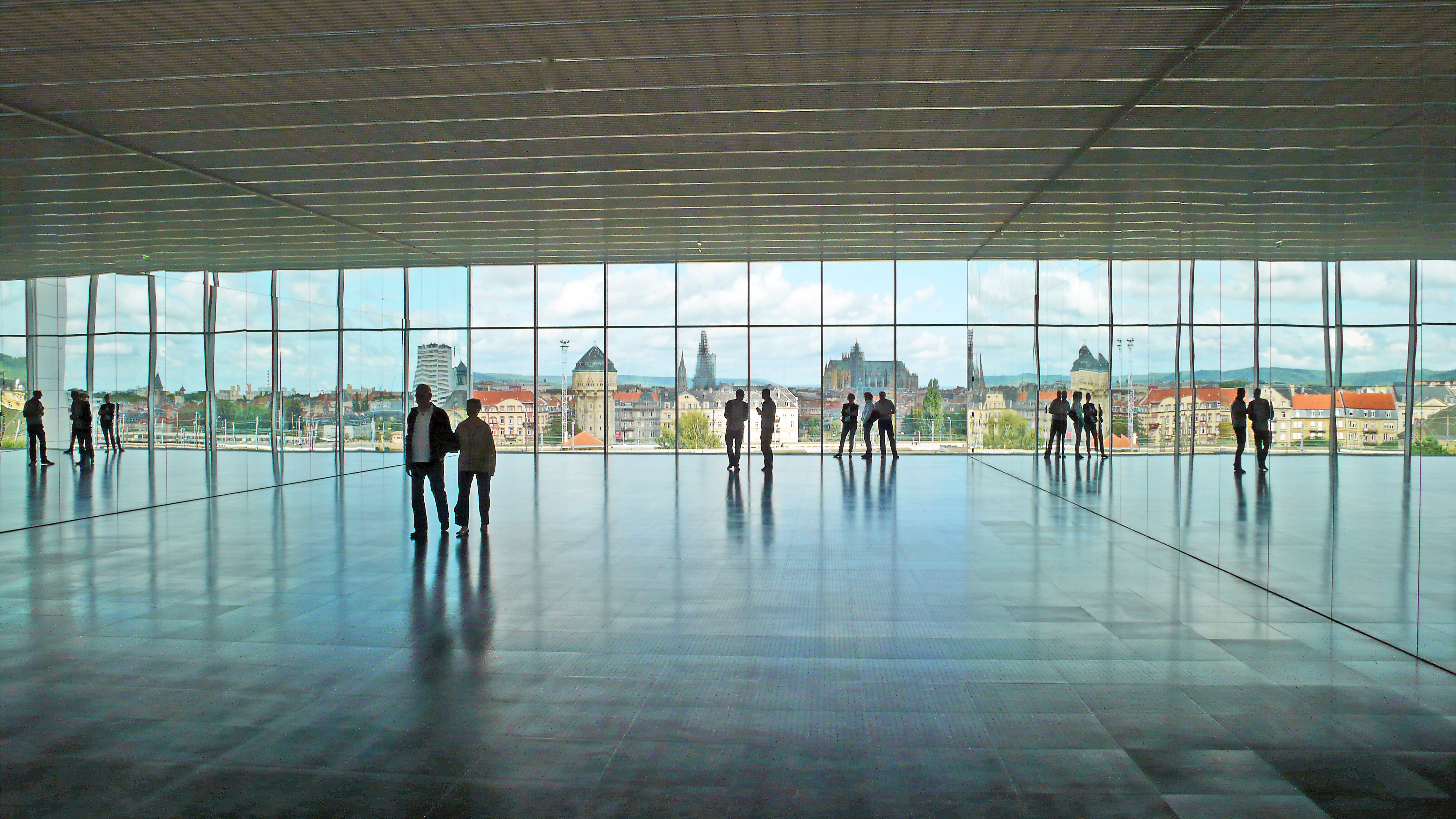
Una de las salas del museo, con vistas de la ciudad de Metz.

El Centre Pompidou-Metz es un gran hexágono estructurado en torno a una aguja central que alcanza los 77 m de altura, una alusión al año de apertura del Centro Pompidou de París, 1977. Tiene tres galerías rectangulares (Galería 1, 2 y 3) que zigzaguean por el edificio en plantas diferentes. De la cubierta sobresalen grandes ventanales que enfocan hacia monumentos como la catedral de Metz, la Estación de Metz-Ville, el Arsenal de Metz diseñado por el arquitecto español Ricardo Bofill, el estadio cubierto Arènes de Metz diseñado por el arquitecto francés Paul Chemetov, y el Parque Seille. La gran nave tiene 1200 m² y ofrece flexibilidad para la exposición de grandes obras de arte: la altura del techo aumenta progresivamente de 5,7 a 18 m.

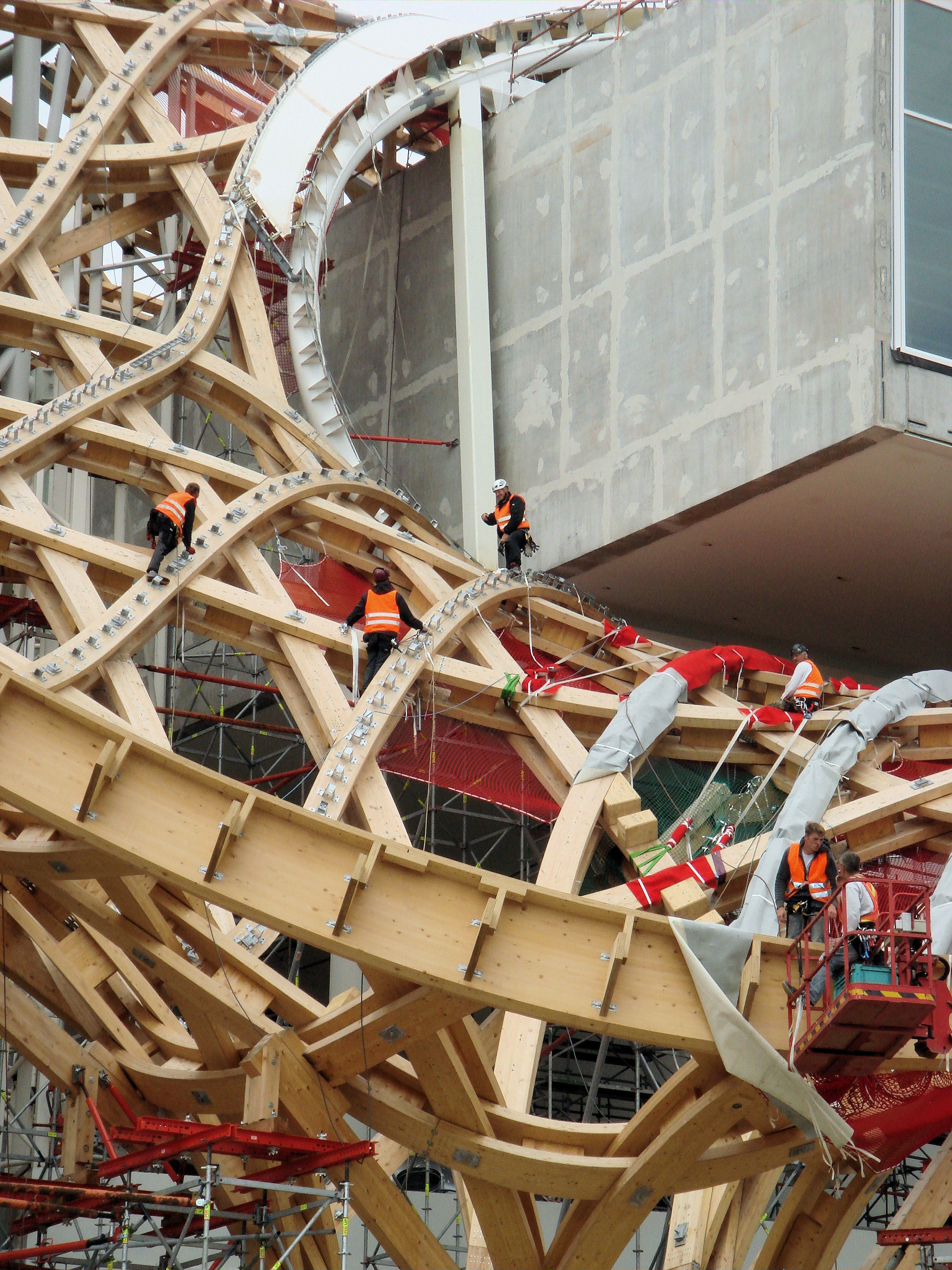
Estructura de madera de la cubierta durante la construcción.

La cubierta es el mayor logro del edificio: un hexágono de 90 m de anchura que se hace eco de la planta del edificio. Con una superficie de 8000 m², la estructura de la cubierta se compone de dieciséis kilómetros de madera laminada encolada, que se cruzan para formar unidades hexagonales de madera que se parecen a la rejilla de un sombrero chino. La geometría de la cubierta es irregular, con curvas y contracurvas por todo el edificio, y tres galerías de exposiciones. Imitando este tipo de sombrero y su tejido protector, toda la estructura de madera está cubierta con una membrana blanca de fibra de vidrio y una capa de teflón, que tiene la característica de ser autolimpiable, protege de la luz solar directa y es transparente por la noche. La estructura de la cubierta se puede ver desde muy arriba durante el día y la noche en Metz desde arriba, película aérea del fotógrafo francés Yann Arthus-Bertrand.
El Centre Pompidou-Metz también contiene un restaurante con una terraza, para el cual el diseñador francés Patrick Jouin y el arquitecto keniata Sanjit Manku diseñaron espacios interiores inspirados en la imagen de un caleidoscopio. El jardín que rodea al museo fue diseñado por el arquitecto paisajista francés Jean de Gastine usando los conceptos de paisaje sustentable.
El museo es la piedra angular del recientemente creado Distrito del Anfiteatro de Metz. Este distrito, de 50 ha, fue diseñado por los arquitectos franceses Nicolas Michelin, Jean-Paul Viguier, y Christian de Portzamparc, y el diseñador Philippe Starck, está actualmente en construcción e incluye un centro de convenciones y un centro comercial. El barrio ya contiene el Parque Seille, diseñado por el arquitecto paisajista francés Jacques Coulon y el estadio cubierto Arènes de Metz, construido en 2002. Se espera que este proyecto urbano sea completado en 2016. El diseñador suizo Ruedi Baur creó los sistemas de señalización de Metz.
El Centre Pompidou-Metz y su patio delantero, llamado “Plaza de los Derechos Humanos”, están construidos en la ubicación del anfiteatro romano de Divodurum Mediomatricorum (antecesor del actual Metz), cerca del Distrito Imperial de Metz y la Estación de Metz-Ville.

## Exposiciones y actuaciones
El Centre Pompidou-Metz también organiza tres o cuatro exposiciones temporales únicas cada año, que no se exponen en ningún otro lugar. La mayoría de las obras de arte son de la gran colección del Musée National d'Art Moderne, que contiene la mayor colección europea de arte moderno y contemporáneo, y la segunda más grande del mundo. El museo funciona en colaboración estrecha con el Museo de Arte del Condado de Los Ángeles, el Museo de Arte Moderno de Luxemburgo, y el Centro de Artes y Medios de Karlsruhe en iniciativas conjuntas.
El Centre Pompidou-Metz promociona la escena artística local colaborando con el Fondo Regional de Arte Contemporáneo de Lorena. Además de las exposiciones temporales, el Centre Pompidou-Metz tiene programación estacional con espectáculos contemporáneos en directo en su teatro y organiza reuniones y conferencias en su auditorio con artistas reconocidos mundialmente y artistas locales.
El Centre Pompidou-Metz y sus alrededores se usan a veces como apoyo para la producción artística expuesta en las exposiciones temporales. Por ejemplo, la estatua arquitectónica del Centre Pompidou-Metz se usó como apoyo para un proyecto de artes visuales diseñado por los artistas visuales franceses Simon Geilfus, Yannick Jacquet, y Thomas Vaquié. También, el fotógrafo aéreo francés Yann Arthus-Bertrand capturó Metz desde arriba, ofreciendo vistas privilegiadas del museo y la ciudad para la exposición Vistas desde arriba.

## Exposiciones
- Masterpieces ? (2010–2011)
- ECHOS, Work in Situ, Daniel Buren (2011), en colaboración con el Mudam
- Wander, Labyrinthine Variations (2011–2012)
- Bivouac, Ronan and Erwan Bouroullec (2011–2012)
- Echo of Echos: From Above, work in situ, Daniel Buren (2011–2014)
- Retrospectiva de Sol LeWitt, pinturas murales desde 1968 hasta 2007 (2012–2013)
- 1917 (2012)
- Parade, Pablo Picasso (2012–2013)
- FRAC Forever (2012-2013), en colaboración con el Fondo Regional de Arte Contemporáneo de Lorena
- Lines: a Brief History (2013)
- Sol LeWitt como coleccionista, artista y sus artistas (2013)
- Views from Above (2013)[6]
- Allen Ginsberg and the Beat Generation Reality Sandwiches (2013), en colaboración con el Centro de Artes y Medios de Karlsruhe
- Dreams of Icarius (2013–2014), extensión de Views from Above
- Paparazzi! Photographers, Stars and Artists (2013–2014), en colaboración con la Schirn Kunsthalle Frankfurt
- Hans Richter: Encounters (2013–2014), en colaboración con el Museo de Arte del Condado de Los Ángeles
- 1984–1999 The Decade (2014–2015)
- Simple Forms (2014–2015), en colaboración con la Fundación Hermès
- Beacons (desde 2014), exposición semipermanente en la Gran Nave[8]

## Transporte y acceso

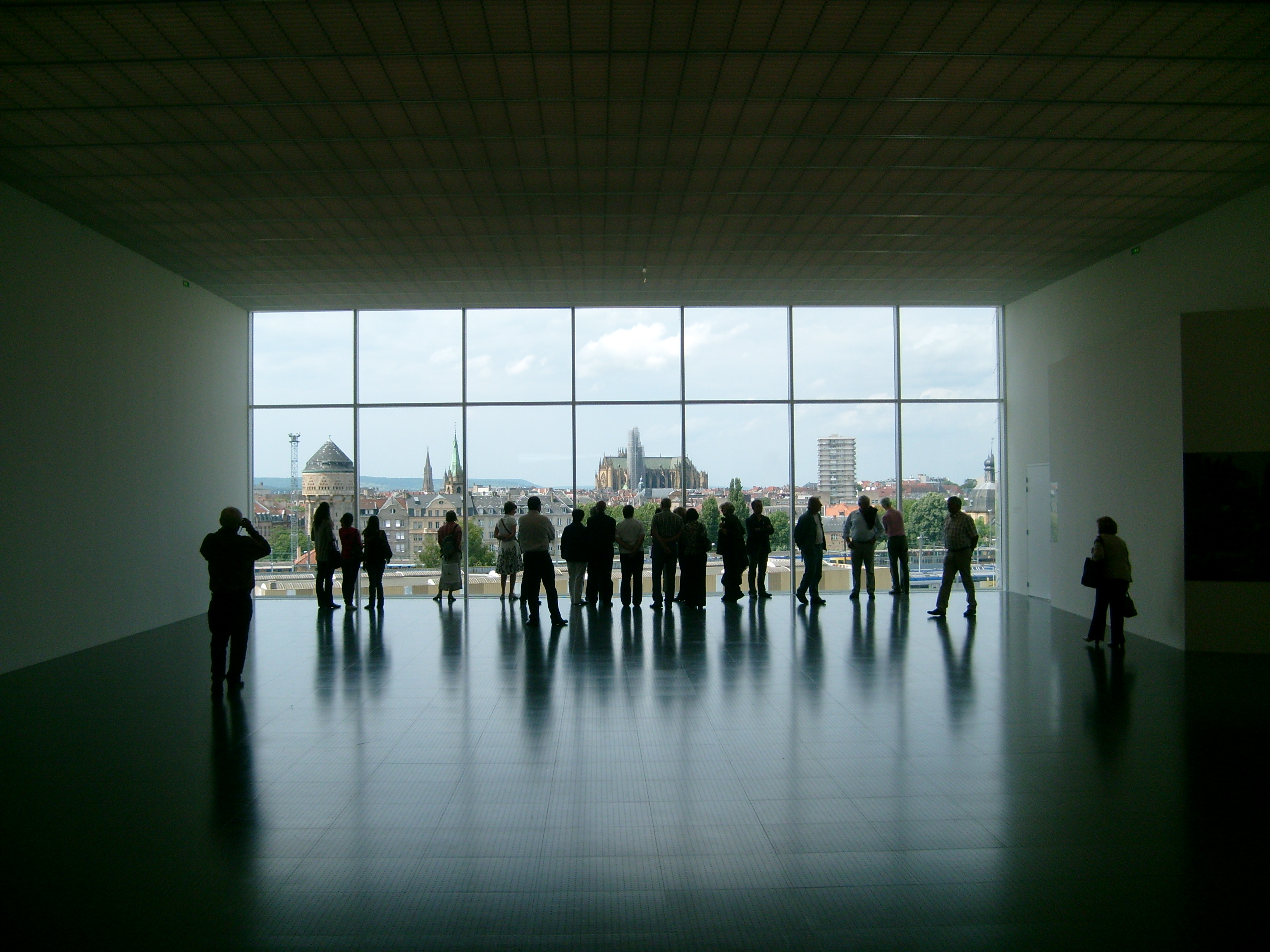
Vista de la Catedral de Metz y la Estación de Metz-Ville desde la Galería 3

El Centre Pompidou-Metz está situado en el centro de Metz y está servido por el transporte público local Mettis. Además, el museo está situado cerca de la Estación de Metz-Ville, conectada a la red del tren de alta velocidad francés mediante la línea TGV Este, que proporciona un servicio ferroviario directo a París y la ciudad de Luxemburgo. El tiempo de la estación de París-Este y el Aeropuerto de París-Charles de Gaulle a la estación de Metz es de unos 82 y 75 minutos, respectivamente. Finalmente, Metz está situada en la intersección de dos importantes carreteras: la A4 (de París a Estrasburgo) y la A31 (norte-sur).

## "Beacons exhibition"
Basado enteramente en cesiones de la colección del Musée National d'Art Moderne, la "Beacons exhibition" es una exposición semipermanente que destaca desde 2014 una selección de 18 obras de arte mostradas raramente al público debido a su tamaño monumental. La puesta en escena de la exposición proporciona una vista general de los principales movimientos artísticos desde comienzos del siglo XX, desde Pablo Picasso hasta Anish Kapoor, pasando por Sam Francis, Joseph Beuys, Dan Flavin, y Joan Miró. Entre las obras de arte expuestas están:
- Figures and Birds in the Night, Joan Miró
- Survivors, Yan Pei-Ming
- Homogenous Infiltration for Piano, Joseph Beuys
- Reflexions of a Waterfall I, Louise Nevelson
- Tabula, Simon Hantaï
- Entrance to the Railway Pavilion, Robert Delaunay
- Stage curtain for the ballet Mercure, Pablo Picasso
- Composition with Two Parrots, Fernand Léger
- Orangey, Light Blue Forms, Claude Viallat
- Palombe, Frank Stella
- Painting 202 x 453 cm, 29 June 1979, Pierre Soulages
- Aware II, 28.3.1961, Jean Degottex
- Lost World, Pierre Alechinsky
- In Lovely Blueness, Sam Francis
- For a Little While, Joan Mitchell
- Untitled, Anish Kapoor
- Untitled (to Donna) 5a, Dan Flavin
- Untitled, Robert Irwin

## Exposición inaugural
La exposición inaugural, llamada Masterpieces? se dedicó a obras maestras (unas 800), de las cuales más de 700 fueron cedidas por el Centro Pompidou de París. La exposición consideraba la relevancia de la idea de obra maestra y tuvo lugar hasta el 17 de enero de 2011. La exhibición atrajo a más de 800 000 visitantes durante el año siguiente a su inauguración, e incluía:
- Woman with a Guitar, Georges Braque
- King's Sadness, Henri Matisse
- The Aubade, Lying Nude near Musician, Pablo Picasso
- Guernica, Pablo Picasso
- Ingres's Violin, photographie, Man Ray
- Black cross, Kasimir Malevitch
- Blue I, Blue II, Blue III triptych, Joan Miró
- Reliefs for the Stairs of the Railway Palace, Robert Delaunay
- Capricorn, Max Ernst
- The Background, Jackson Pollock
- Standing Woman, Alberto Giacometti
- Sleeping Muse, Constantin Brâncuși
- The Tropical House, Jean Prouvé

Las cuatro partes de la exposición eran:
- Great nave: Obras maestras por toda la historia
- Galería 1: Historias detrás de las obras maestras
- Galería 2: Sueños de obras maestras
- Galería 3: Obras maestras ad infinitum